# 로이 (프로게이머)
로이(본명: 한강희)는 대한민국의 리그 오브 레전드 프로게이머로 아이디는 Roi이다. 포지션은 미드라이너이다.

## 선수 생활
2020년 2월, 아수라에 입단하면서 프로 커리어를 시작했다.
2020년 6월 15일, 하이프레시 블레이드에 입단했다. 2020 시즌 종료 후 팀에서 퇴단했다.

## 소속팀
| # | 팀명                | 소속 기간             | 소속 리그 | 비고 |
| - | ------------------- | --------------------- | --------- | ---- |
| 1 | 아수라              | 2020.02.06~2020.05.03 | CK        |      |
| 2 | 하이프레시 블레이드 | 2020.06.15~2020.07.31 | CK        |      |